# ویلیام پی. کلارک
ویلیام پی. کلارک (انگلیسی: William P. Clark, Jr.؛ ۲۳ اکتبر ۱۹۳۱ – ۱۰ اوت ۲۰۱۳) یک دامدار، قاضی و کارمند دولت آمریکایی بود که در دوران ریاست جمهوری رونالد ریگان به عنوان معاون وزیر امور خارجه از سال ۱۹۸۱ تا ۱۹۸۲، مشاور امنیت ملی ایالات متحده از سال ۱۹۸۲ تا ۱۹۸۳ و وزیر کشور از سال ۱۹۸۳ تا ۱۹۸۵ خدمت کرد.